# 2011年エアセル・チェンナイ・オープン
2011年エアセル・チェンナイ・オープン(2011 Aircel Chennai Open)は、2011年1月3日から1月9日にかけてインド・チェンナイのSDATテニススタジアムにて開催された男子プロテニスツアーのATPツアートーナメント大会である。サーフェスは屋外ハードコート。大会グレードは250シリーズに属す。本年で通算16回目の開催となる。

## シングルス

### シード選手
| 国         | 選手                     | ランク1 | シード |
| ---------- | ------------------------ | ------- | ------ |
| チェコ     | トマーシュ・ベルディハ   | 6       | 1      |
| クロアチア | マリン・チリッチ         | 14      | 2      |
| スイス     | スタニスラス・ワウリンカ | 21      | 3      |
| フランス   | リシャール・ガスケ       | 30      | 4      |
| フランス   | ジェレミー・シャルディー | 45      | 5      |
| セルビア   | ヤンコ・ティプサレビッチ | 49      | 6      |
| ベルギー   | グザビエ・マリス         | 60      | 7      |
| オランダ   | ロビン・ハーセ           | 65      | 8      |

- 2010年12月27日付のATPランキングに基づく [1]

### 主催者推薦
以下の3名が主催者推薦で本戦に出場した。
- ユキ・バンブリ [2]
- ロハン・ボパンナ [2]
- スタニスラス・ワウリンカ [3]

### 予選勝者
以下の4名が予選を勝ち上がり本戦に出場した。
- ダビド・ゴファン
- アレクサンドル・クドリャツェフ
- 杉田祐一
- エドゥアール・ロジェ＝バセラン

## 優勝

### シングルス
スタニスラス・ワウリンカ def.  グザビエ・マリス, 7–5, 4–6, 6–1
- ワウリンカにとって今シーズン初、キャリア通算3度目のツアーシングルス優勝となった[4]。

### ダブルス
マヘシュ・ブパシ /  リーンダー・パエス def.  ロビン・ハッセ /  デイヴィッド・マーティン, 6–2, 6–7(3), [10–7]
- ブパシにとって今シーズン初、キャリア通算47度目のツアーダブルスタイトル獲得となり、パエスにとって今シーズン初、キャリア通算45度目のツアーダブルスタイトル獲得となった[5]。